# Győr közlekedése

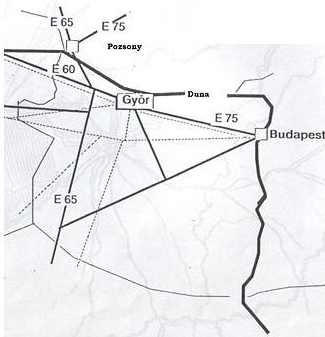
„Győr a találkozások városa”

Győr közlekedése Győr megyei jogú város közlekedési infrastruktúrájáról szól. A város a vasúti és a közúti forgalom országos jelentőségű csomópontja. Győr közlekedésföldrajzi helyzete kiváló. Vasúti kapcsolatai közül a legfontosabb a Bécs-Budapest vasútvonal.

## Távolsági közlekedés

### Vasúti közlekedés
Vasúti kapcsolatai közül a legfontosabb a Bécs-Budapest közötti kettős vágányú vasútvonal, amely 1924 óta Győrön túl is kétvágányú. 1931-1933 között villamosították, s a legutóbbi átépítése óta alkalmas a 160 km/óra utazósebességre. A többi három vasútvonal (Sopron, Celldömölk, Veszprém) viszonylatában kevésbé jó az összeköttetés. Az utóbbi vasútvonal megszüntetése is szóba került, de lakossági rokonszenv alapján a képviselő-testület a fennmaradásáért szállt harcba. Győrnek az elővárosokkal együtt öt vasútállomása van. A belvárosi teherpályaudvar forgalma lecsökkent. A városban meglévő ún. körvasút megszűnt, nagy részét felszámolták. Jelenleg a városban 14 helyen van olyan vasút-közútkereszteződés, ahol már a síneket felszedték, de a közúti jelzőberendezések funkcionálnak (2007). A MÁV-on kívül a GYSEV vasúttársaság is jelen van. A villamosított, egyvágányú – a Győr–Sopron–Ebenfurti Vasúttársaság tulajdonában lévő – Győr–Sopron-vasútvonal egyik végállomása van itt. A többi kettő vasútvonal a Győr–Celldömölk-vasútvonal és a Győr–Veszprém-vasútvonal viszonylataiban kevésbé jó az összeköttetés. A Dunántúl észak-déli vasúti összeköttetése nagyarányú fejlesztésre szorul. A vasútfejlesztési terv a teherforgalom koordinálása miatt új logisztikai központ kialakításával számol.

### Közúti közlekedés
Az országos közúti forgalmat Bécs, Pozsony és az ország fővárosa, Budapest felé az M1-es autópálya, továbbá hét országos főút (az 1-es, 14-es, 81-es, 82-es, 83-as és 85-ös számú főutak) szolgálja ki. Néhány rövidebb útszakasz a fontosabb főutak közti átkötést biztosítva három számjegyű, másodrendű főútként számozódik (a 813-as és a 821-es számú főutak), egy sor más alsóbbrendű állami út pedig a régió (leginkább Győr-Moson-Sopron vármegye) más települései felé kínál összeköttetést.
A négy számjegyű mellékutak közül kiemelt fontosságú az 1401-es út, amely Győrből kiindulva a Szigetköz nagy részén húzódik végig és Mosonmagyaróvárnál ér véget. További négy számjegyű utak Győr területén:
- 1301-es: Révfalu-Nagybajcs
- 1302-es: Ergényi lakótelep-Vámosszabadi
- 8136-os: Győr-Kocs-Tata
- 8222-es: Szabadhegy-Tápszentmiklós
- 8309-es: Ménfőcsanak-Gic
- 8311-es: Ménfőcsanak-Nyúl
- 8418-as: Ménfőcsanak-Tét

A vasútállomás Nádorváros felőli oldalán 1967-ben nyílt meg a helyközi autóbusz pályaudvar. (Addig a Baross Gábor híd belvárosi hídfőjénél üzemelt.)
A Dunántúl jelentős városai és az ország nagyobb települései felé a Volánbusz indít távolsági járatokat. Jogelődjének, a Kisalföld Volánnak Budapest felé kétóránként voltak korszerű InterCity autóbuszjáratai, de ez a járat 2013 júniusában megszűnt. A megye városaiban a helyi járatok hálózatain naponta mintegy 150 000 utas közlekedik.
A város síkvidéki elhelyezkedése nagyon kedvez a kerékpáros közlekedésnek. A közúti közlekedés fejlődése egy időben visszaszorította e közlekedési eszközt, de egy ideje ismét nő a kerékpározási kedv, ami összefüggésben van a városi kerékpárút-hálózat folyamatos gyarapodásával.
Győr úthálózatára – a város csomópont jellege miatt – nagyon nagy terhelés hárul, bár a várost délről elkerülő autópálya-szakaszok forgalomba helyezése csökkentette a városon átvezető utak forgalmát, terhelését. A bevezető és összekötő főútvonalak átépítésével tehető még észszerűbbé a város átmenő forgalma, a helyi tömegközlekedést pedig felszíni kötött pályás vagy földalatti közlekedéssel lehetne még jobban segíteni, mivel a buszjáratok ezt a feladatot már nem képesek elég gyorsan és főként zsúfoltságmentesen ellátni.
Győrben a három folyó által tagolt és a vasútvonallal kettévágott városszerkezetében a forgalomszervezés leghatékonyabb eszköze a körforgalom szervezése. Jelenleg a városban mintegy 20 helyen van ilyen forgalmi rend[forrás?]. A parkolási nehézségek enyhítését szolgálja a belvárosban megépített parkolóház, a fizető és ingyenes parkolók kialakítása. Kísérleti jelleggel cityautóbuszokat is indítottak a belvárosban.

### Légi közlekedés
A légi közlekedést a győri repülőtéren az 50-es években megszüntették. A Rába Magyar Vagon- és Gépgyár telephelyei épültek fel rá. A 90-es évek elején a 15 km távolságra lévő péri sportrepülőteret korszerűsítették. A repülőtér fejlesztési munkálatai 2000-ben kezdődtek el a Phare CBC programból nyert és az AUDI Motor Hungária Kft. által biztosított pénzügyi források felhasználásával. A szilárd burkolatú futópálya, az új forgalmi előtér és egyéb kapcsolódó létesítmények üzembe helyezése 2003-ban történt meg. A cég 2005 nyarától 30 bőrüléssel felszerelt EMB-120ER típusú repülőgéppel Győrből jár az Adriára és a montenegrói Tivatba.
Az AUDI Hungária is indít járatokat a Németországi Ingolstadtba és Neckarsulmba. A repülőtér évi átlagos utasforgalma tizennyolcezer főt számlál.

### Vízi közlekedés
A vízi közlekedésben fontos szerepe van a Dunán lévő, épülő gönyűi nemzetközi hajókikötőnek. A Duna 1734 km szelvényénél fekvő Győr-Gönyű kikötő és a hozzá kapcsolódó teljesen közművesített 25 hektáros kiszolgáló terminál új lendületet adhat a városnak. Pháre-CBC források segítségével épült meg egy RO-RO port. Jelenleg a Budapest-Bécs vasútvonal és a kikötő vasúti összeköttetésének kiépítése folyik.
Győrben korábban élénk szabadidős és víziélet volt, melynek tanúi a folyók partján, az ártereken épült csónakházak, vízi telepek. A korábban nagyhírű vízi versenysport egyesületei és telephelyei megszűntek.

## Helyi közlekedés

### Tömegközlekedés
Győr tömegközlekedéséről a Volánbusz mint országos busztársaság gondoskodik, amely egyben a megye helyközi közlekedéséért, valamint Sopron és Mosonmagyaróvár helyi tömegközlekedéséért is felelős. A város közlekedését 102 autóbusz bonyolítja 60 vonalon.

### Kerékpárközlekedés
Győrt a nagy kerékpáros forgalom miatt a hetvenes évek elejéig „a kerékpárosok városának” is nevezték. A város síkvidéki domborzata kedvező a kerékpáros közlekedés szempontjából. A motorizáció fejlődése visszaszorította a kerékpározási kedvet. A forgalom növekedése, a velejáró környezetszennyezés miatt, illetve az elmúlt évtizedekben kiépített kerékpár utak hatására, újra nőni kezd kerékpározási kedv. Ez azonban nem oldja meg a tömegközlekedés problémáit.

## Problémák
A győri lakosság is hátrányosnak tartja a közlekedés növekedését, az ezzel járó zsúfoltság és környezetszennyezés miatt. A városfejlesztési tervekben a környezet tervezése hangsúlyos szerepet kapott. A várospolitika hétköznapjaiban is tudatosul a városszerkezet és a közlekedés nagysága közötti összefüggés.
A városon áthaladó Bécs-Budapest vasútvonal jelentős forgalma az itt lévő szintbeli átjárót nehezen használhatóvá teszi a helyiek számára, ennek kiváltására viszont egyelőre tervek sincsenek.